# 塩津村 (石川県)
塩津村（しおつむら）は、石川県江沼郡にあった村。現在の加賀市の北東部、片山津温泉の西方一帯にあたる。

## 地理
- 海洋 ： 日本海

## 歴史
- 1889年（明治22年）4月1日 - 町村制の施行により、大畠村、千崎村、宮地村、野田村、潮津村及び小塩辻村の区域をもって、塩津村が発足する。
- 1942年（昭和17年）11月3日 - 塩津村及び作見村が合併して、片山津町が発足する。片山津温泉の街が作見村及び塩津村にまたがっており、行政上の統一がとりにくかったという事情もあっての合併だった。

## 交通

### 道路
現在は旧村域に北陸自動車道の尼御前サービスエリアが所在するが、当時は未開通。